# Mom&Dad
Mom&Dad (englisch für ‚Mutter und Vater‘) ist ein Lied der deutschen Popsängerin und Rapperin Céline.

## Entstehung und Artwork
Mom&Dad wurde von Céline selbst – unter ihrem bürgerlichen Namen Céline Dorka – gemeinsam mit den Koautoren Robin Haefs, Yanek Stärk und dem Produzentenquartett Beatgees (bestehend aus: Philip Böllhoff, Hannes Büscher, Sipho Sililo und David Vogt) geschrieben. Die Produktion erfolgte durch die Zusammenarbeit des Produzentenquartetts Beatgees und Stärk. Das Mastering erfolgte unter der Leitung des Berliner Tontechnikers Lex Barkey.
Auf dem Frontcover der Single ist – neben Künstlernamen und Liedtitel – das Gesicht eines Mädchens zu sehen, wobei man nur die obere Hälfte ihres Gesichts, ab den Augen, sieht. Die Aufschrift des Künstlernamens und Liedtitels befindet sich inmitten des Covers. Der Künstlername besteht aus Célines Logo, während der Liedtitel in bunten Buchstaben dargestellt wurde, der in seiner Art wie mit Kreide oder Wachsmalstiften geschrieben wirkt.

## Veröffentlichung und Promotion
Die Erstveröffentlichung von Mom&Dad erfolgte als Download und Streaming am 22. Januar 2021. Die Veröffentlichung erfolgte als Einzeltrack durch die Musiklabels A Million, BTGS und Groove Attack. Verlegt wurde das Lied durch BMG Rights Management, Budde Music, Edition Djorkaeff-Beatzarre, Edition Tricot und Fisherman Songs.
Um das Lied zu bewerben, veröffentlichte Céline am 17. Januar 2021 auf ihrem Instagram-Profil erstmals ein Screenshot aus dem dazugehörigen Musikvideo mit dem Kommentar: „Egal wie ich mich entscheide, egal welche Seite, ich werde zwischen euch stehen“ – einer Zeile aus dem Lied. Einen Tag später lud sie ein GIf mit einem brennenden Wohnwagen, einer Szene des Musikvideos, und den Worten „MOM&DAD – Donnerstag 23:59 Uhr“ hoch.

## Inhalt
| „Papa sagte, ich soll bleiben. Mama sagte, ich soll geh’n. Egal, wie ich mich entscheide. Egal, welche Seite, ich werd’ zwischen euch steh’n. Mama sagte, ich soll bleiben. Papa schlägt auf den Tisch. Ich kann mich nicht zerreißen. Warum kann’s nicht bleiben, so wie es ist?“ – Refrain, Originalauszug | Der Liedtext zu Mom&Dad ist anders als der Titel vermuten lässt in deutscher Sprache verfasst, lediglich der Titel selbst ist in englischer Sprache und bedeutet ins Deutsche übersetzt „Mutter und Vater“. Die Musik und der Text wurden gemeinsam von Céline, Robin Haefs, Yanek Stärk und dem Produzentenquartett Beatgees geschrieben beziehungsweise komponiert. Musikalisch bewegt sich das Lied im Bereich des deutschen Hip-Hops und Raps. Das Tempo beträgt 120 Schläge pro Minute. Die Tonart ist d-Moll. Inhaltlich besingt Céline die Situation, wenn man als Kind zwischen den sich streitenden Eltern steht. Aufgebaut ist das Lied auf zwei Strophen, einer Bridge und einem Refrain. Das Lied beginnt zunächst mit dem Refrain, bevor die erste sechszeilige Strophe folgt. In dieser besingt sie die schlechten Eigenschaften ihres Vaters, unter anderem Alkoholkrankheit („ich denk’ heut noch an den Krombacher-Geruch“) und häusliche Gewalt („doch am Frühstückstisch seh’ ich unter dem Make-up von Ma blaue Flecken“). An die erste Strophe schließt sich direkt die Bridge an, in der Céline ihrem Vater verzeiht („ich hab’ nichts vergessen, aber dir verzieh’n. Paps, ich liebe dich, deine Céline“). Auf die Bridge folgt erneut der Refrain. Der gleiche Vorgang wiederholt sich mit der zweiten Strophe, die sich ebenfalls aus sechs Zeilen zusammensetzt. In dieser besingt sie die schlechten Eigenschaften ihrer Mutter, die nie an ihrer Seite war („ma, als ich dich brauchte, da warst du nicht für mich da“) und in schwierigen Situationen Céline abschieben wollte („und wenn es wieder ma’ schwierig wird, packst du meine Koffer“). In der Bridge nach der zweiten Strophe verzeiht Céline ihrer Mutter. Mit dem dritten Refrain nach der zweiten Bridge endet das Lied. |

## Musikvideo
Das Musikvideo zu Mom&Dad feierte am 21. Januar 2021 um 23:59 Uhr seine Premiere auf YouTube. Das Video beginnt mit einem Intro, in dem sich Céline selbst ihrem ich aus der Kindheit, auf einer Mauer, gegenüber steht. Die junge Céline wird hierbei von Ekaterina Hinko verkörpert. Danach sind immer wieder verschiedene Szenen im Wechsel zu sehen. Eine Szene zeigt sowohl die junge als auch die Erwachsene Céline auf der Rückbank eines Wohnwagens. Die Erwachsene singt dabei alleine das Lied, die junge Céline sitzt zunächst alleine zu Tisch und stochert in ihrem Essen herum, später sitzt sie alleine zusammengekauert, mit einem Knuddelbär in ihren Armen, in der Ecke der Rückbank. Die Szenen sind allesamt in einem bläulichen Licht dargestellt. Eine weitere Szene zeigt zwei sich streitende Erwachsene hinter dem verhangenen Fenster im inneren des Wohnwagens. Etwas später zündet die junge Céline den Wohnwagen an. Im Folgenden sieht man jeweils einzeln die junge und Erwachsene Céline vor dem Feuer. Das Video endet mit beiden, die Hand in Hand vor dem Feuer stehen. Die Gesamtlänge des Videos beträgt 3:00 Minuten. Regie führte, wie schon beim vorangegangenen Musikvideo zu Überall, erneut Peter Kaaden. Bis heute zählt das Musikvideo über 400 Tausend Aufrufe bei YouTube (Stand: Januar 2021).

## Mitwirkende
| Liedproduktion - Lex Barkey: Mastering - Beatgees: Liedtexter, Komponist, Musikproduzent - Céline Dorka: Gesang, Liedtexter, Komponist - Robin Haefs: Liedtexter, Komponist - Yanek Stärk: Liedtexter, Komponist, Musikproduzent Unternehmen - A Million: Musiklabel - BMG Rights Management: Verlag - BTGS: Musiklabel - Budde Music: Verlag - Edition Djorkaeff-Beatzarre: Verlag - Edition Tricot: Verlag - Fisherman Songs: Verlag - Groove Attack: Musiklabel - LE BERG: Filmproduzent (Musikvideo) | Musikvideo (Auswahl) - Kristin Belger: SFX Make-Up, Styling - Esther Busch: Filmproduzent - Emrah Celik: Kameraassistent - Hely Doan: Styling - Martin Goeres: Spezialeffekte - Ekaterina Hinko: Schauspieler - Peter Kaaden: Regisseur - Steffi Mammes: Artdirector - Moritz Matlik: Kameramann - Lena Plaß: Filmproduzent - Federico Settimelli: Kameraassistent - Sebastian Stoffls: Filmeditor - Jens Thurmann: Oberbeleuchter - Gabriel Waldvogel: Ausführender Produzent |

## Rezeption

### Rezensionen
Das deutschsprachige Online-Magazin Diffus beschrieb Mom&Dad als „persönlichen Song“, der nicht nur für echte Gänsehautmomente sorge, sondern bei dessen Liedtext man wirklich schlucken müsse. Bei dem Lied bliebe kein Auge trocken.

### Charts und Chartplatzierungen
Mom&Dad erreichte in Deutschland Rang 100 der Singlecharts und platzierte sich eine Woche in den Charts. In den deutschen Midweekcharts der ersten Verkaufswoche erreichte das Lied noch Rang 83. Darüber hinaus konnte sich das Lied einen Tag in den iTunes-Tagesauswertungen platzieren und erreichte dabei Rang 83 am 22. Januar 2021.